# العلاقات التركية الكوسوفية
تشير العلاقات الكوسوفية التركية إلى العلاقة التاريخية والحالية بين كوسوفو[a] وتركيا. كوسوفو لديها سفارة في أنقرة وتركيا لديها سفارة في بريشتينا. كلتا الدولتين مسلمتان وقد سعتا للانضمام إلى الاتحاد الأوروبي.

## علاقات

### خلفية
تعود العلاقات بين الألبان وتركيا إلى فترة وصول العثمانيين إلى المنطقة في القرن الخامس عشر. تحول العديد من الألبان خلال الفترة العثمانية إلى الدين الرسمي (الإسلام) وساهموا من خلال المناصب الإدارية والسياسية والعسكرية في الإمبراطورية العثمانية والثقافية في العالم الإسلامي.  تشكل الشتات الألباني في تركيا أثناء العهد العثماني والسنوات الأولى للجمهورية التركية من خلال الهجرة لأسباب اقتصادية ولاحقًا لظروف اجتماعية وسياسية أهمها التمييز والعنف الذي عانى منه الألبان في دول البلقان. أدت حروب البلقان (1912-1913) إلى توسيع نطاق الشتات الألباني في تركيا حيث وصلت أعداد كبيرة من اللاجئين المسلمين إلى إسطنبول والأناضول فاقت قدرات وموارد السلطات العثمانية على توفير الطعام والمأوى والتسجيل الشخصي والتوثيق. يشكل أحفاد هؤلاء الألبان الجزء الأكبر من المجتمع الألباني في تركيا. أدركت السلطات العثمانية أن جزءًا كبيرًا من اللاجئين غير المسجلين الذين هاجروا نحو تراقيا الشرقية والأناضول كانوا من الألبان وأن العديد منهم قد تجمعوا في مراكز حضرية مثل كاراكابي وإدرميت وديجيرميندير وكارامورسل وكيرماستي وبورصة.
منذ عام 1925 فصاعدًا، سعت يوغوسلافيا إلى اتفاق مع تركيا للسماح بهجرة المسلمين، وكانت ألبانيا قلقة من أن ذلك يستلزم إبعاد الألبان من البلقان لإعادة توطينهم في مناطق خالية من السكان في تركيا. كررت تركيا لألبانيا عدم اهتمامها بالألبان القادمين من يوغوسلافيا إلى الأناضول وأن الأمر يتعلق بشكل رئيسي بالأتراك العرقيين في فاردار مقدونيا. مع وجود أعداد كبيرة من اللاجئين الألبان في تركيا بحلول منتصف عشرينيات القرن الماضي، نشأ تفاهم مع ألبانيا للتعاون ووقف الهجرة الألبانية من يوغوسلافيا التي انخفضت بشكل كبير خلال الفترة المتبقية من عشرينيات القرن الماضي. بين عامي 1923 و 1939، هاجر 115000 مواطن يوغسلافي إلى تركيا، وتشير كل من المصادر اليوغوسلافية والتركية إلى أن غالبية المهاجرين كانوا من الألبان. ويقدر العلماء الألبان من ألبانيا وكوسوفو عدد المهاجرين الألبان بمئات الآلاف. نظرًا لعدم إمكانية الوصول إلى أرشيف وزارة الخارجية التركية فيما يتعلق بهذه المسألة، يصعب التأكد من العدد الإجمالي للألبان الذين وصلوا إلى تركيا خلال فترة ما بين الحربين. حاولت تركيا إعادة توطين هؤلاء الألبان في شرق الأناضول في مناطق مثل يوزغات وإيلازيغ وديار بكر على الرغم من أن العديد من الألبان استقروا في نهاية المطاف في إسكيشهير وكوجالي وتكيرداغ وإزمير وبورصة واسطنبول. الألبان من يوغوسلافيا هاجروا إلى تركيا لمجموعة متنوعة من الأسباب التي شملت مصادرة الأراضي وإعادة توزيعها على المستوطنين الصرب في كوسوفو إلى جانب الحرب بين حركة مقاومة الكاكاك الألبانية المسلحة النشطة في كوسوفو وشمال غرب مقدونيا مع السلطات اليوغوسلافية. نظرت السلطات اليوغوسلافية إلى الألبان على أنهم سكان معادون وفضلوا تقليص وجودهم في يوغوسلافيا، بينما أرادت تركيا إعادة توطين مناطق الأناضول التي أفرغت من المسيحيين الناطقين باللغة اليونانية والمسيحيين الناطقين باللغة التركية أثناء التبادل السكاني.
في عام 1933، عدة زيارات قام بها وزير الخارجية التركي توفيق روستو أراس إلى بلغراد في محادثات مع وزارة الخارجية اليوغوسلافية ناقشت ترحيل المسلمين من منطقة يوغوسلافيا التي تم تصنيفها على أنها جنوب صربيا إلى الأناضول. في عام 1938، وقع أراس ونظيره اليوغوسلافي ميلان ستويادينوفيتش بعد خمس سنوات من المفاوضات اتفاقية مشتركة بشأن هجرة الأتراك المسلمين إلى تركيا. وأشار الاتفاق إلى إعادة التوطين المقترحة لـ 40.000 أسرة بين عامي 1939 و 1944 وفقًا للوائح والمتطلبات مثل إتقان اللغة التركية. كان من المقرر استهداف المجتمعات الريفية بشكل أساسي، وسيتم تمويل الرحلة إلى الأناضول من ميناء ثيسالونيكي من قبل تركيا وسيتم مراقبتها من قبل لجنة تركية يوغوسلافية مشتركة. تُظهر المؤلفات الأرشيفية والمطبوعة من تلك الفترة أن الاتفاق كان وثيقة مضللة في صياغتها وقصدها لأن الهدف كان التخلص من السكان الألبان في تركيا. أثناء التفاوض على الاتفاقية الثنائية، التقى أتاتورك بالسلطات اليوغوسلافية وقدم لاحقًا الاتفاقية إلى البرلمان التركي للتصديق عليها. في يوليو 1938، أي قبل وفاة مصطفى كمال أتاتورك بنحو خمسة أشهر، رفض البرلمان التركي التصديق على الاتفاقية، ومع بداية الحرب العالمية الثانية لم يتم إعادة النظر في الإجراء.  من بين كل أولئك الذين استقروا في القرى التي كان أو أصبح الألبان فيها السكان الوحيدون، تم الإبقاء على اللغة بدرجات مختلفة، بينما في المناطق المختلطة إثنيًا، كان الاحتفاظ باللغة عفا عليه الزمن.
في سياق ما بعد الحرب العالمية الثانية، بدأت هجرة الألبان من يوغوسلافيا، ولا سيما من كوسوفو خلال الخمسينيات والسبعينيات من القرن الماضي، غالبًا بسبب التمييز أو الضغط الذي تمارسه الدولة على الألبان لإعلان أنفسهم أتراكًا والهجرة إلى تركيا.   بين عامي 1952 و 1967 هاجر حوالي 175000 مسلم من يوغوسلافيا وعلى الرغم من أن الكثيرين كانوا من المسلمين الناطقين باللغة المقدونية (توربيش) والبوشناق والأتراك، فإن غالبية المهاجرين كانوا من الألبان. استقر العديد من المهاجرين الألبان في مراكز حضرية مثل إزمير وجمليك وأيدين. في عام 1999، وصل بعض الألبان إلى تركيا هربًا من الصراع في كوسوفو. استقر الألبان من هذه المجموعة الثالثة بشكل أساسي في مراكز حضرية كبيرة تقع في المناطق الغربية من تركيا. يوجد في تركيا ما يقدر بنحو 1.3 إلى 5 أو 6 ملايين مواطن من أصل ألباني كلي أو جزئي،   ولا يزال الكثيرون يشعرون بارتباطهم بكوسوفو.

### 1999 حتى الآن
وضعت نزاعات البلقان أثناء التسعينيات البوسنة وكوسوفو على رأس جدول أعمال المخاوف الأمنية الإقليمية التركية مما أدى إلى انخراط تركيا في المنطقة. دعمت تركيا إلى حد ما التطلعات الوطنية لألبان كوسوفو خلال التسعينيات، وقام جهاز المخابرات التركي (MIT) بتدريب أعضاء من جيش تحرير كوسوفو (KLA) في قاعدة عسكرية في إزمير. كما كانت الدولة التركية بعيدة عن الأزمة قدر الإمكان بسبب مخاوفها من المعايير الانفصالية لصراع كوسوفو وتداعياتها على الانفصال الكردي في تركيا وأيضًا لأن الأقلية التركية في كوسوفو لم تتحالف مع الألبان بسبب مخاوف من هيمنتهم عليها خلال النضال ضد الصرب. خلال التسعينيات، كان التخفيف من محنة ألبان كوسوفو، وكثير منهم من المسلمين، له صدى لدى السكان الأتراك وعلى عكس السكان الأوروبيين في ذلك الوقت الذين كان لديهم آراء سلبية عن الألبان بسبب أنشطة المافيا الألبانية في بلدانهم. 
في تركيا أثناء حرب كوسوفو، كان هناك شعور بالمسؤولية التاريخية لمساعدة ألبان كوسوفو بسبب كونهم مسلمين ومواطنين عثمانيين «موالين» سابقين. كان السكان الأتراك قلقين بشأن الأحداث في كوسوفو، وبسبب العلاقات التاريخية والثقافية والدينية وغيرها من العلاقات مع البلقان، دعموا موقف حكومتهم المناهض للصرب والمؤيد للناتو. على الرغم من الإعراب عن التردد بشأن هجوم بري، أيدت تركيا الناتو بقوة وشاركت في حملة القصف ضد يوغوسلافيا بتزويدها بثماني عشر طائرة مقاتلة.  
بعد الحرب، ساعدت تركيا كوسوفو فيما يتعلق بالاستقرار والأمن من خلال بعثات منظمة الأمن والتعاون في أوروبا وبعثة الأمم المتحدة للإدارة المؤقتة في كوسوفو وقوات كوسوفو التي نشرت 1000 جندي أواخر عام 1999. تركيا لديها حاليا 540 جنديا يخدمون في كوسوفو كقوات حفظ سلام في قوة كوسوفو بقيادة الناتو.  عندما أعلنت كوسوفو استقلالها عن صربيا في 17 فبراير 2008، أصبحت تركيا واحدة من أوائل الدول التي اعترفت بكوسوفو. حولت تركيا مكتبها التنسيقي في بريشتينا إلى سفارة بعد قرار مجلس الوزراء بفتح بعثة في كوسوفو. جاء القرار وفقًا لمبدأ المعاملة بالمثل المشترك في العلاقات الدبلوماسية، عندما أعلنت كوسوفو أنها تخطط لفتح إحدى أولى بعثاتها الخارجية في أنقرة.

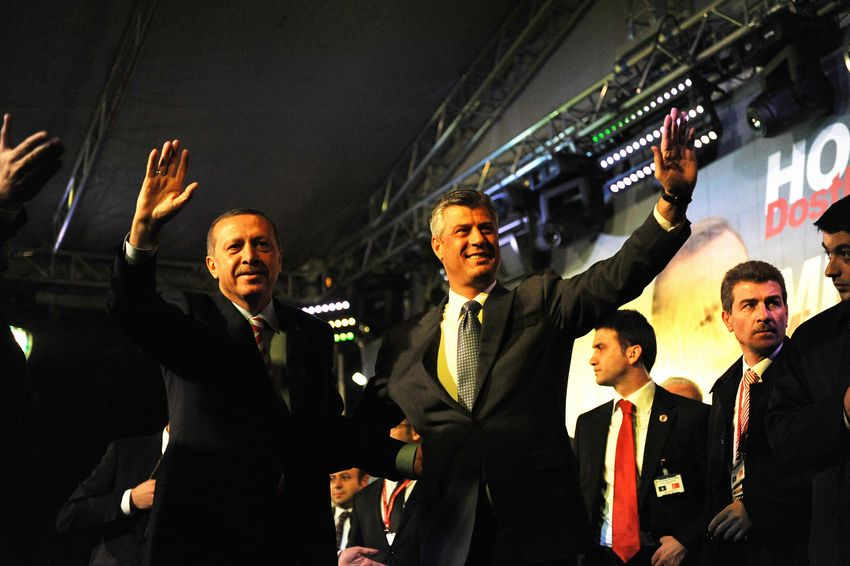
رئيس الوزراء الكوسوفي هاشم تاتشي ورجب طيب أردوغان في بريزرين، كوسوفو (2010)

منذ العقد الأول من القرن الحادي والعشرين فصاعدًا، تعمقت مشاركة ونفوذ تركيا في السياق السياسي والإقتصادي في كوسوفو ومنطقة البلقان، بسبب مساعي حزب العدالة والتنمية الحاكم الذي يريد علاقات أوثق مع البلدان التي لها تراث عثماني وأهمية جغرافية سياسية. علاقات دولة كوسوفو مع تركيا ودية ووثيقة، وذلك بسبب احتفاظ السكان الألبان في تركيا بعلاقات وثيقة مع ألبان البلقان والعكس صحيح، وكذلك الحفاظ على علاقات اجتماعية وسياسية وثقافية واقتصادية وعسكرية وثيقة مع كوسوفو.    كانت تركيا داعمة للمصالح الجيوسياسية لكوسوفو داخل البلقان. في الحوار الذي قاده الاتحاد الأوروبي بين كوسوفو وصربيا، دعمت تركيا رسميًا عملية مساعدة المنطقة نحو التكامل الأوروبي الأطلسي.
في استطلاعات الرأي التي أجرتها مؤسسة غالوب في الآونة الأخيرة، يُنظر إلى تركيا على أنها دولة صديقة لها صورة إيجابية بين غالبية كبيرة (85 بالمائة) من سكان كوسوفو. ألبان كوسوفو ينظرون إلى تركيا على أنها شريك جدير بالثقة تجاه الجهود المبذولة لبناء دولة أوروبية حديثة. أدى تقارب التقاليد الإسلامية في كوسوفو مع تلك الموجودة في تركيا إلى زيادة الصورة الإيجابية وزيادة تأثير هذه الأخيرة على الألبان. يُنظر إلى تركيا على أنها حليف تقليدي للألبان والغرب، ويرجع أحد الأسباب الرئيسية للصداقة مع تركيا إلى دعمها لاستقلال كوسوفو. نظرًا لأن ألبان كوسوفو لديهم فقط وثائق شخصية من جمهورية كوسوفو، فإن تركيا هي واحدة من الأماكن القليلة التي يمكنهم السفر إليها دون التقدم بطلب للحصول على تصريح دخول.
في تشرين الأول / أكتوبر 2013، خلال زيارة رسمية قام بها الرئيس التركي رجب طيب أردوغان، أكد على العلاقات الوثيقة مع كوسوفو من خلال ذكره في خطاب: «ننتمي جميعًا إلى تاريخ مشترك وثقافة مشتركة وحضارة مشتركة؛ نحن شعب إخوة هذا الهيكل. لا تنسوا أن تركيا هي كوسوفو وكوسوفو هي تركيا!». أثارت التعليقات غضبًا في صربيا.  
أعربت تركيا الداعمة للقضية الفلسطينية، عن خيبة أملها من الدعوات إلى إنشاء سفارة كوسوفو في القدس المتفق عليها في اتفاق التطبيع الاقتصادي بين كوسوفو وصربيا الذي توسطت فيه الولايات المتحدة (2020)، بسبب مخاوف من تهميش القانون الدولي.

### مخاوف بشأن محاولات التأثير على مجتمع كوسوفو
في أوائل عام 2010، طلبت تركيا من كوسوفو في بعض الأحيان تغيير أو إزالة المحتوى الخاص بالفترة العثمانية في كتبها المدرسية التي اعتبرتها تحتوي على مواد مسيئة.  أكدت النقاشات بين المؤرخين الكوسوفيين حول ما إذا كان المحتوى قائمًا على التحيز والقومية من الأوقات الماضية أم لا، بينما غيرت كوسوفو في النهاية الغة أكثر انفعالية في الكتب المدرسية بمصطلحات محايدة. 
في فبراير 2018، حظرت شرطة كوسوفو نشاطًا يسمى «الحرية لكردستان» من الحدوث. الأسباب الرسمية التي قدمتها الشرطة تشير إلى أن المنظمين يفتقرون إلى تصاريح وأن «أفراد لم يتم الكشف عن أسمائهم قد يحاولون التسبب في حادث أثناء الحدث قد يؤدي إلى عواقب». وأشادت وسائل إعلام تركية بهذا الحظر، زاعمة أن الحدث سينشر دعاية مؤيدة للإرهاب. وأدان وزير الإدارة العامة في كوسوفو ماهر ياججلار الحدث المخطط له ووصفه بأنه «استفزاز» وحث الناس على تجنب الأنشطة التي من شأنها الإضرار بصورة كوسوفو وعلاقات البلاد مع تركيا. 
تحظى المسلسلات التركية بشعبية كبيرة في كوسوفو، وفي عام 2009 أفيد أن المسلسل التركي (Aci Hajat) كان أفضل عرض في كوسوفو، بنسبة مشاهدة تزيد عن 50%. مسلسل آخر هو "عاصمة عبد الحميد"، وهو عرض معروف بتحريفه للتاريخ ومزيج من المواضيع المعادية للسامية والمعادية للغرب والمتآمرة. أصبح هذا العرض محور جدل في كوسوفو بسبب هذه المواضيع والرسائل المثيرة للجدل. 

### جدل حول تسليم المواطنين الأتراك المشتبه في انتمائهم لغولن
تم القبض على ستة مواطنين أتراك في كوسوفو في 29 مارس 2018 بناءً على طلب تركيا بشأن صلات مزعومة بمدارس تمولها حركة غولن، والتي تحملها أنقرة باللوم في محاولة الانقلاب الفاشلة عام 2016. لكن هذا الاعتقال جاء لإخفاء الموقف المتساوي وكانت معارضة كوسوفو قوية ضد هذه الاعتقالات. في اليوم التالي، أقال رئيس وزراء كوسوفو (راموش هاراديناي) وزير داخلية كوسوفو ورئيس جهاز المخابرات بسبب عدم إبلاغه بالاعتقالات.
في 2 أبريل، بعد تدخل هاراديناي، اتهم أردوغان كوسوفو بـ «إيواء الإرهابيين»، وقال: «رئيس وزراء كوسوفو يحمي إرهابيي غولن بأمر من شخص آخر لكن إخواني الكوسوفيين سيعاقبونه» وأن «العملية في كوسوفو لم تكن المرة الأولى ولن تكون الأخيرة».

### العلاقات الاقتصادية والثقافية
ضغط الشتات الألباني في تركيا على الحكومة التركية للاعتراف باستقلال كوسوفو من قبل تركيا. يُقدر عدد الكوسوفيين من أصل ألباني الذين يعيشون في تركيا بأنه أعلى من أولئك الذين يعيشون في كوسوفو نفسها.   أقرت القيادة السياسية التركية الحالية لحزب العدالة والتنمية بوجود أعداد كبيرة من الأشخاص من أصول ألبانية داخل تركيا حتى أكثر من كوسوفو وألبانيا المجاورة، وهم على دراية بتأثيرهم وتأثيرهم على السياسة التركية المحلية. كوسوفو هي موطن محمد عاكف إرسوي، وهو كاتب النشيد الوطني التركي، والعديد من الأتراك البارزين الآخرين من أصل ألباني. يعيش 20 ألف تركي في كوسوفو، والتركية هي إحدى اللغات الإقليمية الرسمية في كوسوفو.
أصبحت تركيا شريكًا تجاريًا مهمًا لكوسوفو حيث بلغ حجم مبيعاتها التجارية 8 بالمائة. استثمرت تركيا في كوسوفو من خلال مشاريع البناء والاستثمارات التركية وركزت على المجالات الرئيسية مثل بناء الطرق السريعة الاستراتيجية وإعادة تأهيل المطارات وإدارتها بينما بلغ إجمالي عقود البناء في أوائل عام 2010 حوالي 500 مليون دولار في كوسوفو.  تركيا هي واحدة من أكبر ثلاثة مستثمرين ودولة مانحة مهمة لكوسوفو. 
في عام 2020، اتفق البلدان على التعاون السينمائي.

### اقتباسات
1. ↑  Emecen 2012.
2. ↑  Vickers 2011.
3. 1 2 3  Geniş Maynard.
4. 1 2 3 4 5 6 7 8 9  Gingeras 2009.
5. 1 2  Musaj 2013.
6. 1 2 3  Judah 2008.
7. ↑  Daskalovski 2003.
8. ↑  Emmert Ingrao.
9. ↑  Berisha, Mal (Nov 2000). Diaspora Shqiptare në Turqi (بالألبانية). New York: ACCL Publishing. p. 13.
10. ↑  Hale 2002.
11. ↑  "Türkiye'deki Kürtlerin sayısı!" (بالتركية). 6 Jun 2008. Archived from the original on 2016-03-24. Retrieved 2010-08-17.
12. ↑  Saunders 2011.
13. ↑  Yenigun 2009.
14. ↑  Öktem 2011. "This assertion holds particularly true for Kosovo and Macedonia, where most remaining Albanians and Turks are in close contact with family members living in Turkey..."
15. 1 2  Sayari 2000.
16. ↑  Deliso 2007.
17. ↑  Lani & Schmidt 1998.
18. 1 2 3  Ağir Arman.
19. 1 2  Bishku 2013. "When NATO launched airstrikes in reaction to Serbian persecution and military actions against ethnic Albanians in Kosovo in March 1999 — an action that lasted over two months—Turkey supplied eighteen jets. After that operation, Turkey contributed several hundred troops to the Kosovo Force, a continuing NATO-led peacekeeping operation originally authorized under United Nations Security Council resolution 1244. After Albania, Turkey was one of the first to recognize Kosovo as an independent state, on 18 February 2008."
20. ↑  Dannreuther 2001.
21. ↑  "Turkish Air Force". Hvkk.tsk.tr. مؤرشف من الأصل في 2009-05-13. اطلع عليه بتاريخ 2009-03-24.
22. ↑  Soler i Lecha 2013.
23. ↑  "Kosovo Force (KFOR)" www.nato.int Link accessed 21-07-09 نسخة محفوظة 2020-12-08 على موقع واي باك مشين.
24. ↑  Turkey to open embassy in Kosovo[وصلة مكسورة] نسخة محفوظة 30 أكتوبر 2018 على موقع واي باك مشين.
25. 1 2  Balcer 2012.
26. ↑  "Albanians in Turkey celebrate their cultural heritage نسخة محفوظة 31 October 2015 على موقع واي باك مشين.". Today's Zaman. 21 August 2011. Retrieved 17 July 2015.
27. ↑  Tabak, Hüsrev (03 March 2013). "Albanian awakening: The worm has turned! نسخة محفوظة 17 July 2015 على موقع واي باك مشين.". Today's Zaman. Retrieved 17 July 2015.
28. 1 2 3  Petrović & Reljić 2011.
29. ↑  "Genci Muçaj: Albania enjoys magnificent relations with Turkey نسخة محفوظة 2015-09-03 على موقع واي باك مشين.". Koha Jonë. 14 Mars 2015. Retrieved 17 July 2015.
30. 1 2  Eralp 2016.
31. 1 2 3  Bošković, Reljić & Vračić 2016.
32. ↑  "Erdogan: 'Kosovo Is Turkey'". al-monitor.com. 28 أكتوبر 2013. مؤرشف من الأصل في 2021-01-25. اطلع عليه بتاريخ 2014-10-29.
33. ↑  "Turkey 'disappointed' by Kosovo's move to recognise Israel". 6 سبتمبر 2020. مؤرشف من الأصل في 2020-09-06.
34. ↑  Jazexhi 2012.
35. ↑  Musliu, Jeton (22 يناير 2013). "Kosovo Textbooks Soften Line on Ottoman Rule". Balkan Insight. مؤرشف من الأصل في 2018-12-16.
36. ↑  Hamidi, Lavdim (1 ديسمبر 2010). "Pristina 'Told to Revise History Books'". Balkan Insight. مؤرشف من الأصل في 2018-02-13.
37. ↑  "Turkish Media Praise Kosovo For Banning Kurdish Event" (بالإنجليزية). Archived from the original on 2018-02-16. Retrieved 2018-02-12.
38. ↑  "Kosovo halts YPG/PKK terror group propaganda". Anadolu Agency. مؤرشف من الأصل في 2020-11-09. اطلع عليه بتاريخ 2018-02-12.
39. ↑  "Turkish Soap Opera Top Kosovo Show". Balkan Insight. 28 يوليو 2009. مؤرشف من الأصل في 2018-12-12. اطلع عليه بتاريخ 2018-04-03.
40. ↑  "Turkish Series About Sultan Causes Concern in Kosovo". Balkan Insight. 9 مارس 2018. مؤرشف من الأصل في 2018-03-12. اطلع عليه بتاريخ 2018-04-03.
41. ↑  Aykan Erdemir and Oren Kessler (15 مايو 2017). "A Turkish TV blockbuster reveals Erdogan's conspiratorial, anti-semitic worldview". واشنطن بوست. مؤرشف من الأصل في 2020-10-26. اطلع عليه بتاريخ 2017-05-19.
42. ↑  "usnews.com". مؤرشف من الأصل في 2020-10-20. اطلع عليه بتاريخ 2018-03-31.
43. ↑  "Erdogan Accuses Kosovo PM of 'Protecting Terrorists'". Balkan Insight. 2 أبريل 2018. مؤرشف من الأصل في 2018-04-02. اطلع عليه بتاريخ 2018-04-03.
44. ↑  "Archived copy". مؤرشف من الأصل في 2008-03-12. اطلع عليه بتاريخ 2010-09-28.{{استشهاد ويب}}:  صيانة الاستشهاد: الأرشيف كعنوان (link) A baby brother to Turkey, Kosovo born in Europe
45. ↑  http://www.milliyet.com.tr/default.aspx?aType=SonDakika&Kategori=yasam&ArticleID=873452&Date=07.06.2008&ver=16> نسخة محفوظة 2016-03-24 على موقع واي باك مشين.
46. ↑  Milliyet, Türkiyedeki Kürtlerin Sayısı. 2008-06-06.
47. ↑  Kosovo in figures 2005 نسخة محفوظة 2008-12-17 على موقع واي باك مشين.
48. ↑  Bobić 2015.
49. ↑  Turkey, Kosovo sign cinematographic cooperation deal نسخة محفوظة 2020-12-04 على موقع واي باك مشين.